# سمکان
Semcon یک شرکت فن‌آوری بین‌المللی سوئدی است که در سال 1980 تأسیس شد. این شرکت تخصص مهندسی، خدمات دیجیتال و دانش پایداری را در یک پیشنهاد گسترده برای توسعه محصول، تولید و خدمات ترکیب می‌کند. 
این شرکت 1400 کارمند در بیش از 20 مکان در سراسر جهان دارد.
- مشارکت‌کنندگان ویکی‌پدیا. «Semcon». در دانشنامهٔ ویکی‌پدیای انگلیسی، بازبینی‌شده در ۲۴ مه ۲۰۲۱.